# Висячий мост через Менай
Висячий мост через Менай (англ. Menai Suspension Bridge, валл. Pont Grog y Borth) — висячий мост через пролив Менай, построенный в 1826 году по проекту Томаса Телфорда. Соединяет остров Англси с основной территорией Уэльса.

## История
После принятия Акта об Унии 1800 года увеличился грузовой и пассажирский поток между Англией и Ирландией. Одной из главных точек отправления в Ирландию был порт Холихед на острове Холи-Айленд, что возле Англси, однако Англси соединялся с основной территорией Уэльса только медленным паромным сообщением.
В 1819 году началось строительство моста; автором проекта был Томас Телфорд, известный строитель мостов и каналов. Чтобы не мешать парусным судам, проходящим через Менай, мост должен был пересекать пролив одним пролётом на высоте 30 метров над водой. Для решения этой задачи Телфорд решил построить висячий мост — экспериментальную конструкцию для тех времён, никогда ранее не применявшуюся на мостах подобного размера. В 1824 году были закончены каменные пилоны, в апреле 1825 перекинута первая из шестнадцати железных несущих цепей. Дорожное полотно основного пролёта было построено из дубовых досок, войлока и дёгтя.
Мост был открыт 30 января 1826 года; проезд от Лондона до Холихеда сократился с 36 часов до 27.
В 1827 году сильный ветер повредил металлические детали моста. В 1837 году дорожное полотно было повреждено ветром и потребовало ремонта. В 1893 году основной пролёт был реконструирован и заменён на стальной; в 1938—1940 годах старые железные цепи были заменены на стальные.
Висячий мост через Менай был изображён на фунтовой монете 2005 года.